# Olympisch Stadion (Amsterdam)
Olympisch Stadion er et stadion i Amsterdam bygget til de olympiske lege I 1928 som hovedstadionet. Da det blev bygget havde det en kapacitet på 34.000. Efter det rivaliserende De Kuip stadium i Rotterdam blev færdigt I 1937, besluttede myndighederne I Amsterdam at udvide kapaciteten på Olympisch Stadion til 64.000 ved at tilføje en ring mere til stadionet, denne ring blev fjernet igen i forbindelse med renoveringen fra 1996-2000. AFC Ajax brugte Olympisch Stadion til internationale kampe indtil 1996, da Amsterdam ArenA var færdigbygget.
Siden 2005 har stadionet været hjemsted for et sportsmuseum, Olympic Experience Amsterdam.

## Arkitektur og design
Olympisch Stadion blev designet af arkitekten Jan Wils og er et af de bedste eksempler på Amsterdamse-skolen-arkitektur. Byggeriet komplementerer det omkringliggende kvarter designet af H.P. Berlage. Designet vandt olympisk guld i kunstkonkurrencen ved sommer-OL 1928.
OL i 1928 introducerede den olympiske flamme. Flammen brændte for første gang i et højt tårn kendt som Marathontårnet ved siden af Olympisch Stadion. Cementringen der blev tilføjet i 1937 mod nord og syd var ligeledes designet af Jan Wils.

### Renovation efter redning fra nedrivning
I 1987 annoncerede byledelsen at den havde planer om at nedrive stadionet. Stadionet blev dog reddet da det blev udråbt til at nationalt monument. Renovering begyndte i 1996 og stadionet blev omdannet til den oprindelige konstruktion fra 1928. Den anden ring fra 1937 blev fjernet og det blev igen muligt at afholde banesportskonkurrencer. Den originale cykelbane blev ligeledes fjernet for at rummet under sæderne kunne bruges til kontorer. Stadionet blev genåbnet af Prins Willem Alexander den 13. maj 2000.
I 2007 blev området omkring stadionet renoveret som en del af et større projekt der dækker hele det olympiske område. Nord for stadionet vil der blive bygget 969 huse der planlægges færdige i 2008. Øen i floden Schinkel vest for stadionet vil blive udstyret med tennis og fodboldbaner, en atletikbane og en park. Dette planlægges også færdigt i 2008. Pladsen for stadionet (“Stadionplein”) planlægges at blive renoveret fra 2009.
Der vil blive bygget to nye broer omkring stadionet: Mod syd vil der blive bygget en der kan bruges af al trafik kaldet Na Druk Gelukbrug, og til øen i Schinkel mod vest vil der blive bygget en gang- og cykelbro kaldet Jan Wilsbrug. Begge forventes færdige i 2008.

## Brug efter de olympiske lege
Stadionet husede flere kampe spillet af Hollands fodboldlandshold, den første var en kamp mod Uruguay (0-2) under sommer-OL den 30. maj 1928 og den sidste var en venskabskamp den 6. september 1989 mod Danmark (0-2).
Efter de olympiske lege blev stadionet brugt til forskellige sportsgrene inklusiv atletik, speedway, hockey og cykling. Tour de France 1954, havde for eksempel start udenfor stadionet. Det var dog fodbold der var den mest populære aktivitet på stadionet. Stadionet var både hjemmebane for Blauw Wit FC og BVC Amsterdam (der senere blev fusioneret ind i FC Amsterdam), mens AFC Ajax brugte stadionet til kampe hvor det forventedes at tilskuerantallet ville overstige maksimum for dets eget De Meer Stadion. Ajax fortsatte med dette indtil Amsterdam ArenA blev færdigbygget i 1996.

## References
1. ↑  Johanneke Helmers (2006-12-07). "Het Olympisch Stadion" (nederlandsk). Amsterdam.nl. Hentet 2007-10-29.
2. ↑  "Het Olympisch Gebied" (nederlandsk). Oudzuid.amsterdam.nl. Arkiveret fra originalen 5. november 2007. Hentet 2007-10-29.

## Eksterne link
- Officiel hjemmeside
- Stadionet med cementringen fra 1937 Arkiveret 23. oktober 2007 hos  Wayback Machine

52°20′36.30″N 4°51′15.09″Ø / 52.3434167°N 4.8541917°Ø